# Маркарфльоут

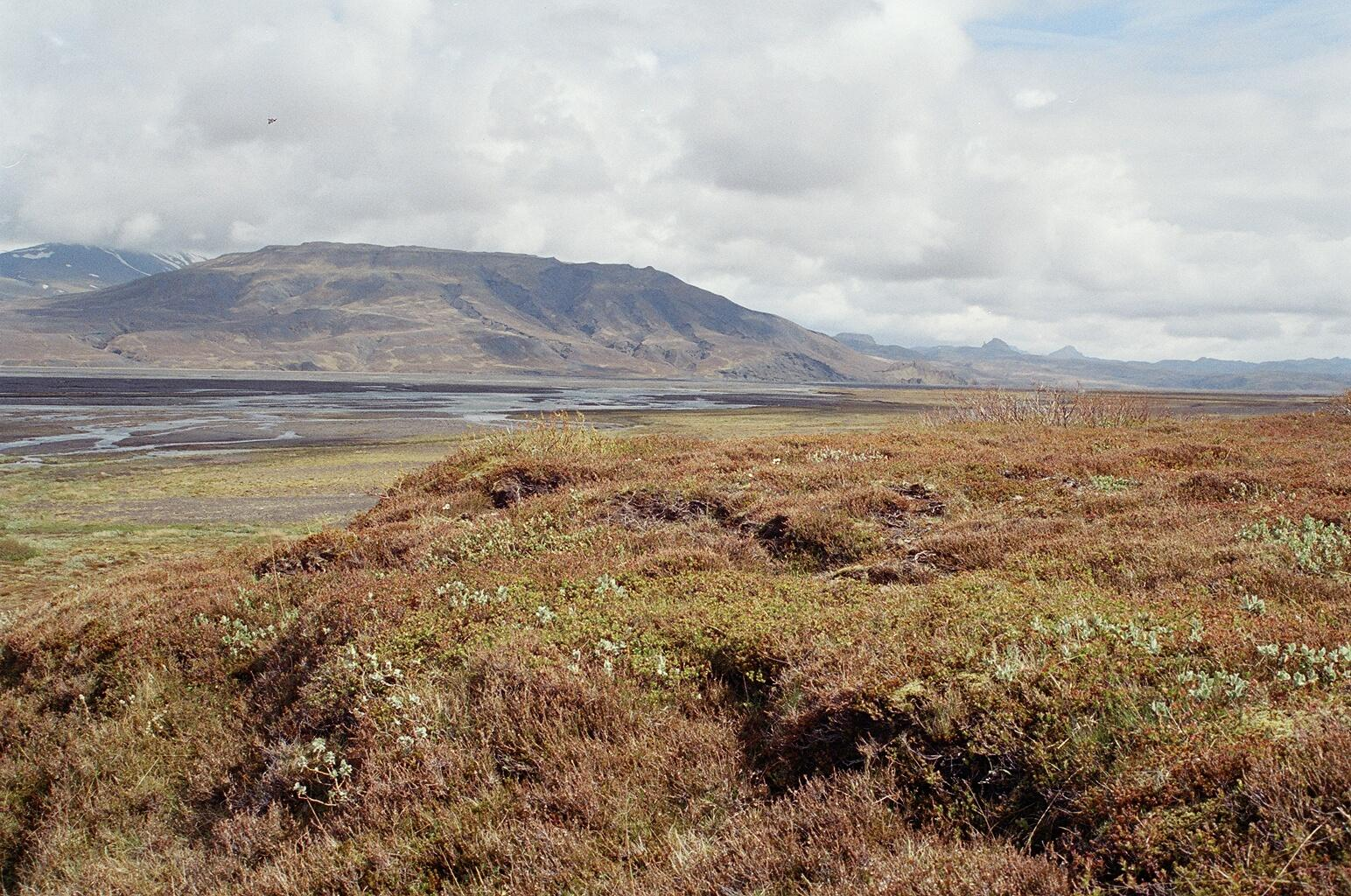
Маркарфльоут у Тоурсмёрка; на заднем плане виден Тоуроульфсфетль

Маркарфльоут (исл. Markarfljót) — река на юге Исландии; протяжённость — около 100 км.
Исток реки расположен в массиве Раудафоссафьёдль к востоку от вулкана Гекла. Большую часть питания река получает из ледников Мирдальсйёкюдль и Эйяфьядлайёкюдль. Протекает через узкие ущелья гористой местности между ледниками Тиндфьядлайёкюдль и Торвайёкюдль, затем распределяется по широким зандрам на южном побережье в окрестностях горного хребта Тоурсмёрк, протекая сначала к северу, а затем к западу от хребта и затем впадая в Атлантический океан.
Одним из притоков Маркарфльоут является Кроссау, протекающая через Тоурсмёрк, известная внезапными перепадами уровня воды.
Самый большой измеренный расход воды составил 2100 м³/с в 1967 г.
Первый мост через реку был открыт в 1934 г. рядом с Литли Диумон. В длину мост достигал 242 м и на момент открытия был самым длинным мостом Исландии. Второй мост был построен в 1978 г. в Эмструр. Третий мост был открыт в 1992 г. в нескольких километрах от первого.